# Alpe Adria Football League 2014
L'Alpe Adria Football League 2014 è stata la 2ª edizione dell'omonimo torneo di football americano.
Ha avuto inizio il 22 marzo e si è conclusa il 28 giugno con la finale vinta per 15-6 dagli sloveni Maribor Generals sui connazionali Alp Devils.

## Squadre partecipanti
| Club                | Città             | Stadio | Sponsor ufficiale | Risultato nella stagione 2013 |
| ------------------- | ----------------- | ------ | ----------------- | ----------------------------- |
| Alp Devils          | Kranj             |        |                   |                               |
| Maribor Generals    | Maribor           |        |                   |                               |
| Osijek Cannons      | Osijek            |        |                   |                               |
| Sarajevo Spartans   | Sarajevo          |        |                   |                               |
| Sirmium Legionaries | Sremska Mitrovica |        |                   |                               |
| Split Sea Wolves    | Spalato           |        |                   |                               |
| Zagreb Patriots     | Zagabria          |        |                   |                               |
| Zagreb Raiders      | Zagabria          |        |                   |                               |

## Stagione regolare

### Calendario

#### 1ª giornata
| 22 marzo 2014 | Split Sea Wolves | 0 – 35 | Sirmium Legionaries |  |

#### 2ª giornata
| 29 marzo 2014 | Zagreb Patriots | 4 – 6 | Sirmium Legionaries |  |

| 29 marzo 2014 | Sarajevo Spartans | 8 – 34 | Alp Devils |  |

| 30 marzo 2014 | Zagreb Raiders | 0 – 35 | Osijek Cannons |  |

| 30 marzo 2014 | Split Sea Wolves | 0 – 35 | Maribor Generals |  |

#### 3ª giornata
| 5 aprile 2014 | Sirmium Legionaries | 35 – 0 | Zagreb Raiders |  |

#### 4ª giornata
| 12 aprile 2014 | Osijek Cannons | 35 – 0 | Split Sea Wolves |  |

| 12 aprile 2014 | Sarajevo Spartans | 7 – 19 | Maribor Generals |  |

| 13 aprile 2014 | Alp Devils | 35 – 0 | Zagreb Raiders |  |

#### 5ª giornata
| 19 aprile 2014 | Sirmium Legionaries | 66 – 0 | Osijek Cannons |  |

#### 6ª giornata
| 26 aprile 2014 | Zagreb Raiders | 0 – 35 | Split Sea Wolves |  |

| 27 aprile 2014 | Alp Devils | 26 – 6 | Zagreb Patriots |  |

#### 7ª giornata
| 3 maggio 2014 | Maribor Generals | 35 – 0 | Osijek Cannons |  |

| 3 maggio 2014 | Sarajevo Spartans | 20 – 30 | Zagreb Patriots |  |

#### 8ª giornata
| 10 maggio 2014 | Osijek Cannons | 16 – 42 | Alp Devils |  |

| 11 maggio 2014 | Sirmium Legionaries | 60 – 12 | Sarajevo Spartans |  |

| 11 maggio 2014 | Zagreb Raiders | 0 – 35 | Zagreb Patriots |  |

#### 9ª giornata
| 17 maggio 2014 | Zagreb Patriots | 36 – 0 | Split Sea Wolves |  |

#### 10ª giornata
| 24 maggio 2014 | Sirmium Legionaries | 15 – 15 | Alp Devils |  |

| 25 maggio 2014 | Maribor Generals | 21 – 9 | Zagreb Patriots |  |

#### 11ª giornata
| 31 maggio 2014 | Maribor Generals | 35 – 0 | Zagreb Raiders |  |

| 31 maggio 2014 | Split Sea Wolves | 0 – 67 | Alp Devils |  |

#### 12ª giornata
| 7 giugno 2014 | Maribor Generals | 23 – 10 | Sirmium Legionaries |  |

| 7 giugno 2014 | Sarajevo Spartans | 35 – 0 | Zagreb Raiders |  |

| 7 giugno 2014 | Osijek Cannons | 11 – 27 | Sarajevo Spartans |  |

#### 13ª giornata
| 14 giugno 2014 | Alp Devils | 27 – 7 | Maribor Generals |  |

| 15 giugno 2014 | Osijek Cannons | 35 – 0 | Zagreb Raiders |  |

| 16 giugno 2014 | Split Sea Wolves | 15 – 15 | Sarajevo Spartans |  |

### Classifica
La classifica della regular season è la seguente:
- PCT = percentuale di vittorie, G = partite giocate, V = partite vinte, P = partite perse, PF = punti fatti, PS = punti subiti

| Pos. | Squadra             | PCT   | G | V | N | P | PF  | PS  |
| ---- | ------------------- | ----- | - | - | - | - | --- | --- |
| 1    | Alp Devils          | 0.929 | 7 | 6 | 1 | 0 | 246 | 52  |
| 2    | Maribor Generals    | 0.857 | 7 | 6 | 0 | 1 | 175 | 53  |
| 3    | Sirmium Legionaries | 0.786 | 7 | 5 | 1 | 1 | 227 | 54  |
| 4    | Zagreb Patriots     | 0.571 | 7 | 4 | 0 | 3 | 155 | 73  |
| 5    | Sarajevo Spartans   | 0.357 | 7 | 2 | 1 | 4 | 124 | 169 |
| 6    | Osijek Cannons      | 0.286 | 7 | 2 | 0 | 5 | 97  | 205 |
| 7    | Split Sea Wolves    | 0.214 | 7 | 1 | 1 | 5 | 50  | 223 |
| 8    | Zagreb Raiders      | 0.000 | 7 | 0 | 0 | 7 | 0   | 245 |

## Playoff

### Finale 3º - 4º posto
| 28 giugno 2014 | Zagreb Patriots | 28 – 6 | Sarajevo Spartans |  |

### Alpe Adria Bowl II
| 28 giugno 2014 | Alp Devils | 6 – 15 | Maribor Generals |  |

## Verdetti
- Maribor Generals Campioni Alpe Adria Football League 2014